# غیب‌گو (مجموعه تلویزیونی)
غیب‌گو (به انگلیسی: psych) سریالی آمریکایی به کارگردانی استیو فرانک است. این سریال به‌طور رسمی در شبکهٔ ایالات متحده ی آمریکا پخش شده‌است و شامل ۸ فصل ۱۶ قسمتی می‌شود.

## داستان
ستارهٔ فیلم جیمز رودی رودریگز نقش شاون اسپنسر یک مشاور جنایی جوان را ایفا می‌کند که دارای «مهارت‌های مشاهده» بالایی است و برای اداره پلیس شهر سانتا باربارا کار می‌کند. و غرایز چشمگیر کارآگاه به او اجازه می‌دهد تا مردم متقاعد کند که او را موارد با توانایی‌های روانی حل می‌کند.

همچنین دولی هیل در نقش بهترین دوست و همکار شاون، بورتون «گاس» گاستر و کوربین برنسن در نقش هنری، پدر شان، یک افسر سابق اداره پلیس سانتا باربارا ایفای نقش می‌کنند.

## بازیگران

### اصلی
- جیمز رودی رودریگز در نقش شاون اسپنسر
- دولی هیل در نقش بورتون «گاس» گاستر
- تیموتی آماندسون در نقش کارلتون «لاسی» لاسیتر
- مگی لاسون در نقش جولیت «جولز» اوهارا
- کریستین نلسون در نقش کارن ویک
- کوربین برنسن در نقش هنری اسپنسر

### دوره‌ای
- لیام جیمز و اسکایلر گیسوندو در نقش شاون اسپنسر جوان
- کارلوس مک‌کالرز دوم در نقش گاس جوان
- سیج بروکلبانک در نقش باز مکنب
- سیبل شفرد در نقش مدلین اسپنسر
- راشل لی کوک در نقش ابیگیل لایتر
- فیلیسیا رشاد در نقش وینی گاستر
- ارنی هادسون و کیث دیوید در نقش بیل گاستر
- آلای شیدی در نقش آقای یانگ
- پیتر ولر و کریستوفر ترنر در نقش آقای یین
- جیمی سیمپسون در نقش ماری لایتلی
- کرت فولر در نقش وودی، پلیس پزشک قانونی
- کری الویس در نقش پیر دیسپروکس
- کرت اسمیت در نقش خودش
- نستر کاربونل در نقش دکلان رند
- کریستی سوانسون در نقش مارلو ویسلو
- ویلیام شاتنر در نقش فرانک اوهارا
- جری شا در نقش کن ونگ
- پارمیندر ناگرا در نقش ریچل
- جفری تامبر در نقش لوید فرنچ
- آنتونی مایکل هال در نقش هریس تراوت
- میرا سوروینو در نقش بستی برانیگان

## دنباله
در ۸ مه ۲۰۱۷، شبکه ایالات متحده تأیید کرد که یک فیلم تلویزیونی در ادامه سریال به نام غیب‌گو: فیلم تولید می‌شود. تصویربرداری اصلی از ۲۵ مه تا ۱۸ ژوئن ۲۰۱۷ در ونکوور، بریتیش کلمبیا صورت گرفت و در تاریخ ۷ دسامبر ۲۰۱۷ در شبکه USA منتشر شد. جیمز رودی، دولی هیل، تیموتی اماندسون، مگی لاسون، کریستن نلسون و کوربین برنسن، کورت فولر و جیمی سیمپسون در نقش‌های پیشین خود در این فیلم حضور دارند.